# Den australasiatiske antarktisekspedition
Den australasiatiske antarktisekspedition var en australasiatisk forskningsekspedition til Antarktis, som blev gennemført fra 1911 til 1914. Den blev ledet af den australske geolog Douglas Mawson, som blev adlet for sin indsats. I 1910 startede han planlægningen af en ekspedition, som skulle kortlægge den 3.200 kilometer lange kystlinje af det antarktiske kontinent, som ligger syd for Australien. Australian Association for the Advancement of Science godkendte hans planer og bidrog med betydelig finansiering af ekspeditionen. Den resterende finansiering blev skaffet til veje gennem offentlig indsamling og andre donationer.

## Forberedelser
Mandskabet til ekspeditionen kom hovedsagelig fra universiteter i Australien og New Zealand. Blandt dem, som deltog i landekspeditionen, var der 22 australiere, fire newzealændere, tre briter og én schweizer. Tre af lederne (Mawson, Wild og Davis) havde erfaring fra tidligere antarktisekspeditioner.
Sælfangstskuden "Aurora" fra Newfoundland blev udrustet som ekspeditionsskib. Hun havde en længde på 165 fod (50 m) med en tonnage på 380 ton, og var udstyret med en dampmaskine med en ydelse på 98 hk. Kaptajn var John King Davis.
Skuden afsejlede den 2. december 1911 for Macquarieøen, beliggende halvvejs mellem Australien og Antarktis, og ankom ni dage senere efter en stormfuld krydsning. Et hjælpeskib, "Toroa", fulgte efter med forsyninger og passagerer. Efter afrejse fra Macquarieøen den 23. december startede "Aurora" udforskning af kyststrækningen og opdagede og navngav King George V Land og Queen Mary Land.
Blandt ekspeditionsmedlemmerne deltog Frank Hurley som officiel fotograf, Frank Wild som leder for den vestlige lejr, Charles Hoadley som geolog og Cecil Madigan som meteorolog.

## Lejre
Ekspeditionen etablerede sin hovedlejr ved Cape Denison i Commonwealth Bay. Lejren var vinterkvarter for atten mænd gennem vinteren 1912, vinteren efter for syv. Hytterne findes endnu – to intakte og to i ruiner. De opførte også to feltstationer: en støtte- og relæstation på Macquarieøen og en vestlig lejr på Shackleton Ice Shelf.
Placeringen Mawson valgte for hovedlejren viste sig at være en af de mest forblæste steder på kloden. Den lokale geomorfologi, med den stejle gradient mellem polarplateauet og Sydishavet, skaber forhold som giver næsten kontinuerlige karabatiske vinde.
Mandskaberne ved de tre stationer gennemførte rutinemæssige videnskabelige og meteorologiske observationer, som blev detaljeret nedskrevne i de omfattende ekspeditionsrapporterne, som ikke blev publiceret før 1922–1942. De overvandt også måneder med udstyrsproblemer, da de omsider fik etableret den første trådløse radioforbindelse fra det antarktiske kontinent, koblet til Hobart via Macquarieøen.

## Slædeture
Slædeture langs kysten og i indlandet bragte deltagerne til hidtil ukendt land. I det sidste halvår af 1912 var der fem længere ture fra hovedlejren og to fra den vestlige lejr.
Mawson selv deltog i et tremands slædehold med Xavier Mertz og løjtnant B. E. S. Ninnis som satte kursen øst over den 10. november 1912 for at undersøge King George V Land. Efter tre uger med ypperlig fremdrift krydsede de en isbræ, da Ninnis faldt gennem en snedækket issprække. Seks hundr, størstedelen af madrationerne, teltet og andet uundværligt udstyr forsvandt i dybet, 480 km fra basen på Cape Denison. Mertz og Mawson observerede én død og én skadet hund på en afsats 150 meter nede, men det var ingen tegn fra Ninnis.
Mawson og Mertz vidste, at skibet ville drage fra basen på en fastsat dato, og at de med få forsyninger og hunde ville have problemer med at nå afrejsen. De vendte tilbage med det samme, og deres knappe forsyninger tvang dem til at spise de få tilbageværende hunde. Mertz var ude af stand til at gå videre, og i et forsøg på at få ham til hægterne igen, fodrede Mawson ham med hundelever. Han var uvidende om, at det høje Vitamin A-indhold i hundelever kan være meget sundhedsskadeligt og føre til hypervitaminose A, og Mertz døde kort tid efter. Mawson fortsatte alene med én af slæderne, som han havde delt i to. Med slæden lastet med geologiprøver og minimalt med mad, gik han de 160 sidste kilometer tilbage til Cape Denison. Under denne rejse faldt han i en sprække, men blev reddet af at slæden blev hængende igen på overfladen. Da Mawson endelig ankom til Cape Denison 8. februar 1913, udtalte den første som mødte ham: "Gode Gud, hvem af dem er du?"
Det var imidlertid kun timer efter, at "Aurora", som skulle hente ekspeditionsdeltagerne, var afsejlet fra Cape Denison. Skibet blev tilbagekaldt over trådløs forbindelse, men kom ud for uvejr. som forhindrede hende i at gå tilbage. Mawson og seks andre mænd, som var blevet tilbage for at vente på Mawsons slædehold blev derfor nødt til at overvintre en sæson til, frem til december 1913.
To af bræerne, som blev krydset af Mawsons slædehold, Ninnisbræen og Mertzbræen, er blevet navngivet efter de to omkomne deltagere.

## Geologi
Efter som ekspeditionens leder selv var geolog, var undersøgelser af isfrie sten- og bjergformationer i Wilkes Land en af hovedaktiviteterne for ekspeditionen.
Ekspeditionen var den første, som opdagede en meteorit, en kondrit, i Antarktis. I det påfølgende århundrede har der været gjort en række meteoritfund i denne region af Antarktis.

## Efterspil
Der har senere været spekuleret om grunden til, at Mawson overlevede var, at han spiste liget efter Mertz for at få næring, Mawson benægtede naturligt nok dette. I november 2007 sendte Channel 4 et program, When Hell Freezes, hvor man genskabte forholdene, som Mawson og Mertz oplevede. Resultaterne kunne tyde på, at Mawson kunne overleve uden at han måtte have tyet til kannibalisme.